# 莫姆奇爾格勒

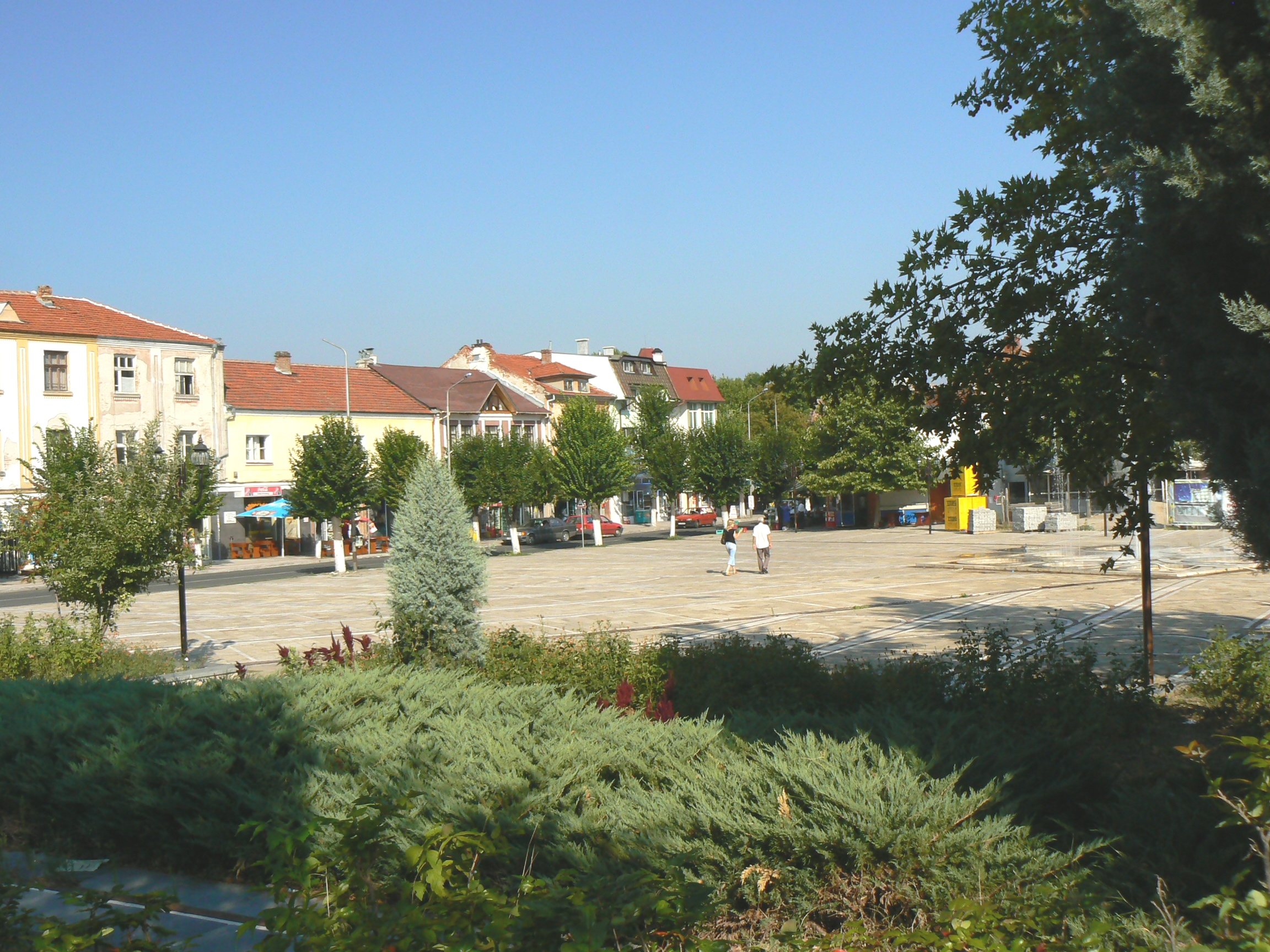

莫姆奇爾格勒是保加利亞的城鎮，位於該國南部，由哈斯科沃州負責管轄，海拔高度452米，主要工業有木材加工和紡織業，2011年人口7,831，居民主要信奉伊斯蘭教。

## 外部連結
- Official web site of Municipality Momchilgrad （页面存档备份，存于）